# زتا توکان
زتا توکان یک ستاره است که در صورت فلکی توکان قرار دارد.